# Сегодняночью
«Сегодняночью» — російський поп-рок-гурт з Санкт-Петербургу. Фронтмен та незмінний лідер з 1999 року є Микита Козлов.

## Історія
Заснував гурт у 1999 році гітарист з Ленінграда Микита Володимирович Козлов, син рок-музиканта Володимира Козлова, який навчався п'ять років у музичній школі та закінчив інститут культури, грав у пітерському клубі «Нева», а також співав, грав на гітарі в барах, був учасником рок-н-рольних пітерських гуртів «Липкі пальчики», «Місячні собачки».
Про групу «Сегодня ночью» (початкова назва писалася у два слова) вперше почули 2001 року. Тоді президент компанії CD Land Records Юрій Цейтлін помітив домашній демозапис гурту та підписав із ними контракт на випуск дебютного альбому «Кофе и сигареты». Як студійний продюсер платівки виступив Ілля Лагутенко, незмінний лідер гурту «Мумій Тролль». Після виходу альбому композиції «Герда ікай», «Не удержаться» та «Кофе и сигареты» потрапили в жорстку ротацію радіостанцій, а кліп на «Кофе и сигареты» займав перші місця у хіт-парадах MTV.
Внутрішні розбіжності між учасниками групи сприяли її розпаду. Вокаліст Микита Козлов, залишившись сам, зібрав новий склад. У серпні 2004 року гурт «Сьогодні ночью» випустив свій другий альбом під назвою «Долгая дорога в дюймах». Змінилася через можливі претензії з боку лейблу CD Land b назва групи: замість «Сегодня ночью» — «Сегодняночью». Матеріал для третього альбому «Плохие правила хорошего тона» був записаний у 2006 році, проте через пошуки лейблу, які затягнулися, на прилавки музичних магазинів він надійшов лише 30 червня 2007 року.

## Дискографія
- 2002 — Кофе и сигареты
- 2004 — Долгая дорога в дюймах
- 2007 — Плохие правила хорошего тона
- 2008 — Проституция
- 2012 — В ладонях осени
- 2014 — Обратная сторона заглавного
- 2019 — Седьмой[2]